# La Mussolera
La Mussolera és una obra del municipi de Cercs (Berguedà) inclosa en l'Inventari del Patrimoni Arquitectònic de Catalunya.

## Descripció
Es tracta d'una construcció força sòlida amb estructura de planta quadrada coberta amb teulada a dues aigües i carener perpendicular a la façana principal. Aquesta és orientada a llevant i presenta els elements més interessants d'aquesta. Tot i una ampliació feta a la part nord i que es pot observar a la façana, es pot destacar la presència al segon pis de dues obertures (balcons) simètriques i ben centrades acabades amb arcs de mig punt fets en totxo vist, però ben integrats, i amb baranes de forja. Al primer pis hi ha quatre obertures (finestres) distribuïdes de forma més irregular i asimètrica i les restes d'una antiga capelleta dedicada a un sant amb restes de la ceràmica original. A la planta baixa destaca la porta d'accés, que conserva la llinda original en fusta.
A la part de ponent de la casa es conserva en molt bon estat una pallissa formada per dos nivells en alçada. A la part alta es conserva el tancament en fusta (no és original). Teulada a doble vessant. Aparell petit i arrebossat reforçat a les cantonades i al mur central de suport amb pedra més grossa i ben escairada. Accés a la part superior a través d'una escala graonada feta amb materials moderns que no s'integren massa bé en l'estructura general del cobert.

## Història
Com la majoria de cases d'aquest sector del municipi, tot i estar habitades, de ben segur, amb anterioritat, la construcció de les mateixes cal situar-les en el tombant de segle xviii i primera meitat del segle xix. En el present cas, va acabar-se de construir l'any 1807, segons consta en un gravat fet a una llinda interior de fusta. En l'actualitat continua estant habitada de forma regular i dedicada al seu ús agrícola/ramader original.